# Belgian Family Brewers

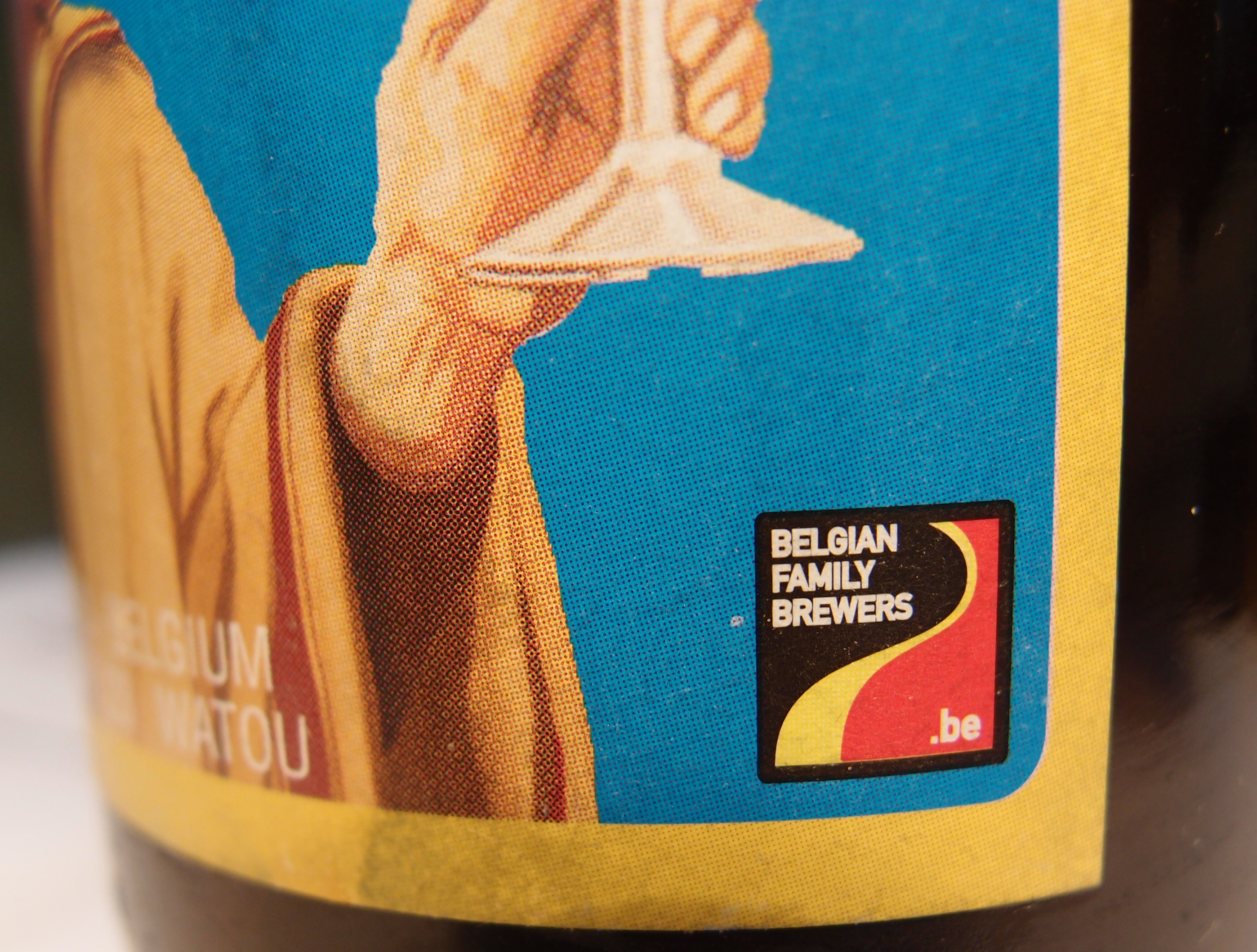
Logo BFB op een flesje Sint-Bernardus

De vzw Belgian Family Brewers (BFB) is een vereniging van Belgische brouwerijen en tevens een kwaliteitslabel voor Belgische speciaalbieren. De vzw werd opgericht in 2007 met twaalf stichtende leden en telt momenteel (2017) twintig brouwerijen, afkomstig uit Vlaanderen en Wallonië.

## BFB kwaliteitslabel
Aan het BFB kwaliteitslabel zijn net zoals bij de labels Authentic Trappist Product en Erkend Belgisch Abdijbier een aantal voorwaarden verbonden:
- Een brouwerij kan enkel lid worden als ze één of meerdere vestigingen hebben in België waar al meer dan vijftig jaar onafgebroken bier gebrouwen wordt.
- Het bier mag enkel gebrouwen worden in België en moet er ook verkrijgbaar zijn, waarbij het alleen door de brouwerij zelf op de markt aangeboden mag worden.
- Het bier mag niet onder een andere merknaam of ander etiket verkocht worden.

Het BFB-label duidt dus aan dat het bier een in België gebrouwen origineel bier is.

## Aangesloten brouwerijen
- Brouwerij De Brabandere°
- Brouwerij De Halve Maan (2009)[1]
- Brouwerij De Koninck°
- Brouwerij De Ryck (2012)[2]
- Brouwerij Dubuisson°
- Brouwerij Dupont°
- Brouwerij Duvel Moortgat (2011)[3]
- Brouwerij Het Anker°
- Brouwerij Huyghe (2011)[4]
- Brouwerij Lefebvre (2010)[5]
- Brouwerij Lindemans[6]
- Brouwerij Omer Vander Ghinste° (2012)[7]
- Brouwerij Roman°
- Brasserie de Silly (2009)[1]
- Brouwerij Sint-Bernard°
- Brasserie Saint-Feuillien[6]
- Brouwerij Strubbe (2017)[8]
- Brouwerij Timmermans (2012)[9]
- Brouwerij Van Eecke°
- Brouwerij Verhaeghe°

### Ex-leden
- Brouwerij Bosteels°, geen lid meer sinds de overname door AB InBev in 2016[8]
- Palm Breweries (inclusief vestiging Rodenbach) (2012)[2], geen lid meer sinds de overname door Bavaria in 2016[8]
- Brouwerij Van Honsebrouck°

°=stichtende leden

## Bieren met het BFB label
De brouwerijen brouwen allen tezamen een vijftigtal bieren in de volgende categorieën:
- Abdijbier
- (India Pale) Ale
- Blond/Dubbel/Tripel
- Bock
- Brutbier
- Faro
- Fruitbier
- Kruidenbier
- Oud bruin en Rood-bruin
- Geuze
- Saison
- Witbier
- Spéciale belge

Bijna elke brouwerij brouwt ook zijn eigen pilsbieren maar deze vallen niet onder het BFB-label omdat dit enkel voor speciale bieren geldt.